# Мерлюсс
«Мерлюсс» (фр. Merlusse) — французький комедійний фільм 1935 року, поставлений режисером Марселем Паньолем.

## Сюжет
У марсельному ліцеї 20 учнів-інтернів не роз'їжджаються по домівках на Різдво. Наглядач Бланшар, який нещодавно прибув у ліцей, проводить заняття увечері 24 грудня. Бланшар одноокий, що є наслідком рани, отриманої на війні, потворний, на вигляд жорстокий і суворий; діти його бояться. Вони дають йому прізвисько Мерлюсс, тому що хтось пустив плітку, ніби від нього пахне тріскою (від фр. morue — тріска). На прохання цензора Мерлюсс замінює колегу, викликаного до хворої матері, та заступає на чергування в їдальні і загальній спальні. На ранок Різдва кожен учень із здивуванням виявляє в ліжку біля своїх ніг невеликий подарунок. Приписавши це явище ретельно прихованій доброті і щедрості наглядача, діти збираються і дарують учителеві купу безцінних подарунків, які Бланшар знаходить у своїх черевиках. «Кого мені дякувати?» — запитує він старшого учня. «Діда Мороза. Не так вже й часто він буває в нашій спальні. Але якщо вже зглянеться, то загляне до кожного». Директор ліцею критикує цю не статутну витівку, але в той же час оголошує Мерлюссу про підвищення.

## У ролях
| • Анрі Пупон    | … | Мерлюсс          |
| • Андре Поллак  | … | директор ліцею   |
| • Томмре        | … | цензор           |
| • Андре Робер   | … | старший наглядач |
| • Армандо Россі | … | конс'єрж         |
| • Анні Туанон   | … | Наталі           |
| • Жан Кастан    | … | Галюбер          |
| • Малюк Жак     | … | Віллепонту       |
| • Реллі         | … | сторож           |
| • Реллі-син     | … | Безюке           |

## Знімальна група
- Автор сценарію — Марсель Паньоль
- Режисер-постановник — Марсель Паньоль
- Оператор —  Альбер Ассуа
- Композитор — Венсан Скотто
- Монтаж — Сюзанна де Тройє
- Звук — Жан Лекок